# Partito del Popolo di Sierra Leone
Il Partito del Popolo di Sierra Leone (in inglese Sierra Leone People's Party, SLPP) è un partito politico sierraleonese di orientamento socialdemocratico e liberale fondato nel 1951.
Dal 1996 al 2005 il partito fu guidato da Ahmad Tejan Kabbah, eletto presidente della Repubblica in occasione delle elezioni del 1996; destituito nel 1997, nel corso della guerra civile, si reinsediò l'anno successivo mantenendo tale carica fino al 2007.

## Risultati elettorali
| Elezione          | Voti      | %    | Seggi    |
| ----------------- | --------- | ---- | -------- |
| Parlamentari 1996 | 269.888   | 35,9 | 27 / 112 |
| Parlamentari 2002 | 1.352.206 | 69,9 | 83 / 112 |
| Parlamentari 2007 | 707.608   | 39,5 | 43 / 112 |
| Parlamentari 2012 | 819.185   | 38,3 | 42 / 112 |
| Parlamentari 2018 | 1.097.482 | 43,3 | 49 / 146 |